# رصيف غزة العائم
رصيف غزة العائم هو خطة رصيف عائم اقترحتها إدارة بايدن الأمريكية مباشرة قبل خطاب حالة الاتحاد لعام 2024 في 7 مارس 2024.
وتقوم القوات العسكرية الأمريكية بتشييد الجسر على متن سفن قبالة شاطئ قطاع غزة، ثم يتم ربطه بالشاطئ عن طريق جسر، وعند اكتماله سيمكن من تسليم البضائع البحرية للمساعدات الإنسانية إلى غزة.
وحذر الرئيس بايدن إسرائيل قائلا "لا يمكن للمساعدات الإنسانية أن تكون مسألة ثانوية أو ورقة مساومة. إن حماية وإنقاذ أرواح الأبرياء يجب أن تكون الأولوية."
تقوم إسرائيل بتفتيش المساعدات الإنسانية في قبرص قبل شحنها، ومرة أخرى عند وصولها لغزة. يتمتع الرصيف بالقدرة على توصيل ما يعادل 150 شاحنة مساعدات يوميًا.

## خلفية
فرضت إسرائيل وبدعم من مصر حصارا على حركة البضائع والأشخاص من وإلى قطاع غزة منذ سيطرة حماس على السلطة في عام 2007. الهدف المعلن الحالي للحصار هو منع تهريب الأسلحة إلى غزة. وشملت الدوافع المعلنة سابقا ممارسة ضغوط اقتصادية على حماس.
جرت محاولات عديدة لإدخال المساعدات الإنسانية عن طريق المياه إلى غزة، وانتهت بتدخل الجيش الإسرائيلي. في مايو 2010، شارك جيش الاحتلال الإسرائيلي في عملية عسكرية أطلق عليها اسم غارة أسطول غزة ضد ست سفن مدنية في المياه الدولية، مما أدى لمجزرة راح ضحيتها تسعة ركاب من الأسطول وأصيب ثلاثون راكبا و10 جنود من الجيش الإسرائيلي. وفي يوليو/تموز 2011، خططت 22 منظمة غير حكومية لأسطول ثانٍ لمحاولة كسر الحصار البحري، لكن ذلك لم يحدث. وفي صيف عام 2015، انطلق أسطول ثالث من السويد لكسر الحصار مع توقفات متعددة قبل أن يعترضه الجيش الإسرائيلي في المياه الدولية ويعتقل المشاركين.
ويشهد قطاع غزة أزمة إنسانية نتيجة الحرب الجارية والتي بدأت بعد الهجوم الذي شنته حماس على إسرائيل في 7 أكتوبر/تشرين الأول 2023. وتتضمن الأزمة مجاعة وانهيار الرعاية الصحية. مع بداية الحرب، شددت إسرائيل حصارها على قطاع غزة في 9 أكتوبر 2023، حيث أعلن وزير الدفاع الإسرائيلي يوآف غالانت عن "حصار كامل"، يمنع دخول الغذاء والماء والدواء والوقود والكهرباء. وقد أدى ذلك إلى نقص كبير في الوقود والغذاء والأدوية والمياه والإمدادات الطبية الأساسية. وبعد تلقي ضغوطات من الرئيس بايدن، غيّر غالانت موقفه وتم التوصل إلى اتفاق في 19 أكتوبر/تشرين الأول للسماح لإسرائيل ومصر بإدخال المساعدات إلى غزة.
وفي يناير/كانون الثاني 2024، منعت السلطات الإسرائيلية 56% من المساعدات الإنسانية المتجهة لشمال القطاع. وفي 9 فبراير 2024، أفاد مدير الأونروا فيليب لازاريني أن إسرائيل منعت الغذاء عن 1.1 مليون فلسطيني في غزة.

## الخطة

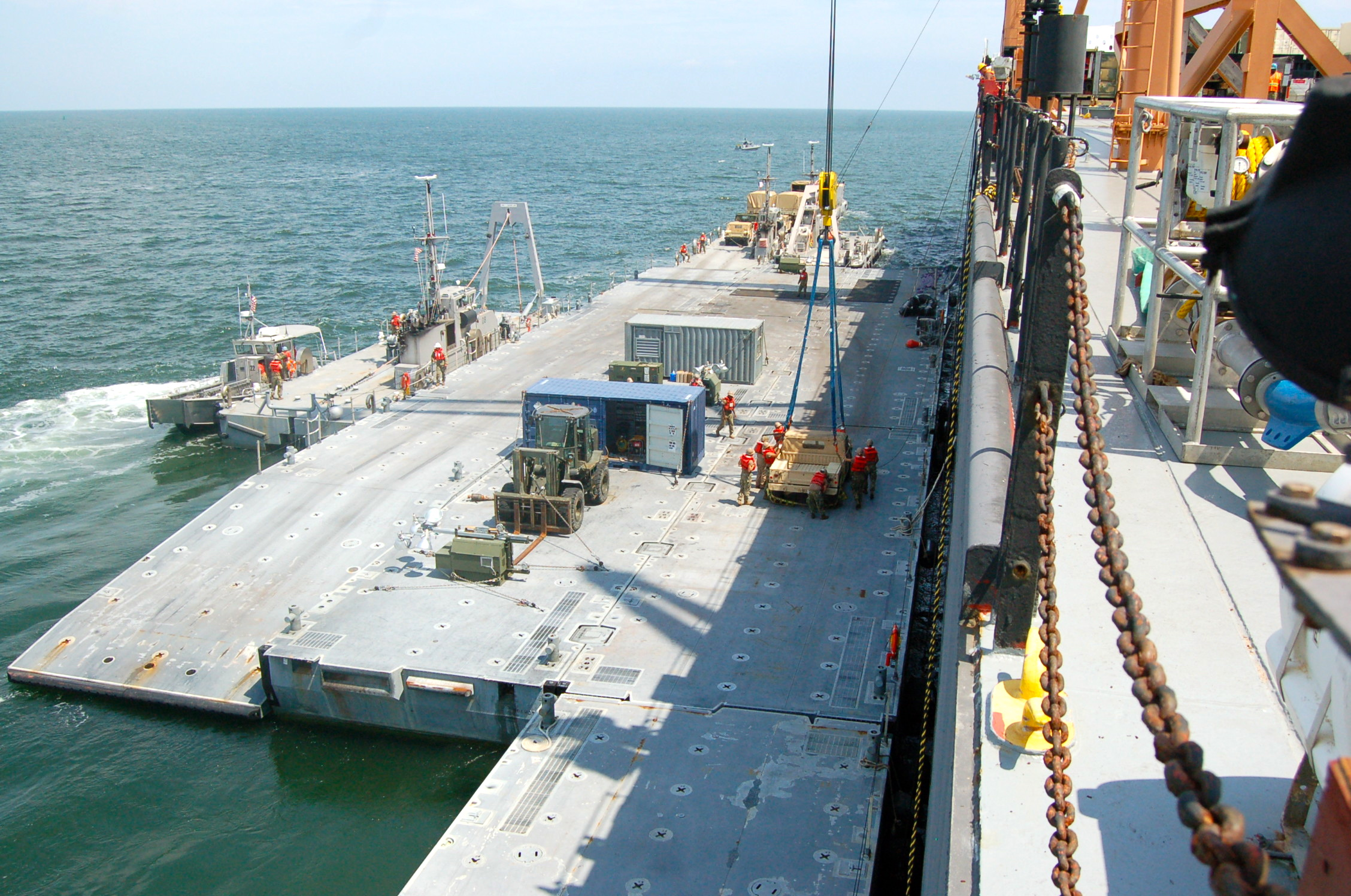
منصة تفريغ وحدات JLOTS البحرية في عام 2012

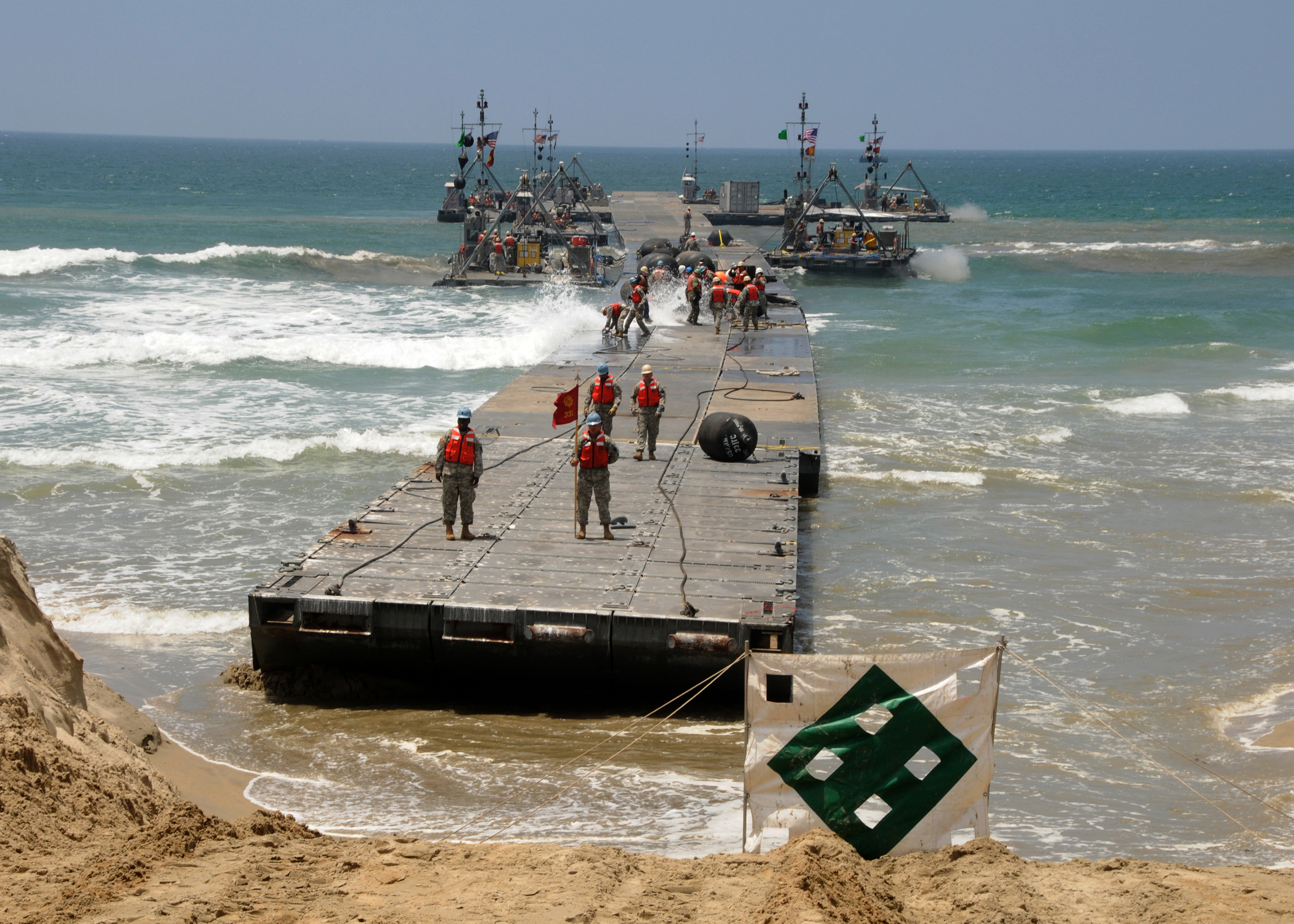
أفراد من الجيش والبحرية يقومون ببناء رصيف JLOTS العائم في عام 2008

خلال شهري أكتوبر ونوفمبر 2023، طرح الرئيس القبرصي نيكوس خريستودوليدس فكرة إنشاء ممر بحري للمساعدات الإنسانية، مع قادة الاتحاد الأوروبي في مؤتمر إنساني في باريس وأماكن أخرى. والتي أطلق عليها اسم مبادرة أمالثيا، وفي 5 نوفمبر 2023، زار وزير الخارجية الأمريكي أنتوني بلينكن قبرص لمناقشة ممر المساعدات البحرية.
وفي 20 نوفمبر 2023، قال خريستودوليدس إن قبرص مستعدة لشحن كميات كبيرة من المساعدات الإنسانية إلى غزة خلال فترة الهدنة. وقال إنه على المدى القصير يمكن استخدام السفن ذات الغاطس الضحل لنقل المساعدات، وعلى المدى المتوسط يمكن استخدام رصيف عائم قبالة سواحل غزة. وكان على اتصال منتظم مع رئيس الوزراء الإسرائيلي بشأن الاقتراح، لكن الحصول على التفويض يتطلب مفاوضات متأنية. وقال المتحدث باسم وزارة الخارجية الإسرائيلية إن إسرائيل "تؤيد المشروع بالتأكيد".
وذكرت صحيفة جيروزاليم بوست أن مصدرا دبلوماسيا إسرائيليا رفيع المستوى قال إن الخطة تستند إلى اقتراح لإنشاء طريق بحري إلى غزة عبر قبرص للمساعدة الإنسانية، بدأه رئيس الوزراء الإسرائيلي بنيامين نتنياهو بالتعاون مع الرئيس بايدن في 22 أكتوبر 2023. وذكرت الصحيفة أنه في 31 أكتوبر، قدم نتنياهو هذا الاقتراح للرئيس القبرصي خريستودوليدس، وفي 19 يناير 2024، اقترح نتنياهو على بايدن تشكيل فريق لاستكشاف الاقتراح بما يتضمن فحص جميع البضائع المنقولة. وفي 20 ديسمبر، قال وزير الخارجية الإسرائيلي إيلي كوهين إن "إنشاء ممر بحري إلى غزة سيساعد على فك الارتباط الاقتصادي لإسرائيل عن القطاع"، وذلك عقب اجتماع مع وزير الخارجية القبرصي كونستانتينوس كومبوس لمناقشة الممر البحري لغزة. وكان وزير الخارجية الإسرائيلي أفيغدور ليبرمان قد اقترح خطة مماثلة على قبرص في عام 2010 والتي أطلق عليها اسم "اقتراح ليبرمان"، ومرة أخرى في عام 2018 عندما كان وزيرا للدفاع. وفي عام 2021، اقترح وزير الخارجية الإسرائيلي يائير لابيد خطة تنمية غزة التي تضمنت إنشاء ميناء بحري على جزيرة صناعية تحت السيطرة الأمنية الإسرائيلية قبالة غزة.
من المحتمل أن يسمح الرصيف بتسليم آلاف الأطنان من المساعدات الغذائية في وقت واحد، أي ما يعادل "مئات حمولة الشاحنات"، عبر بارجة تبحر في قبرص بعد فحصها.

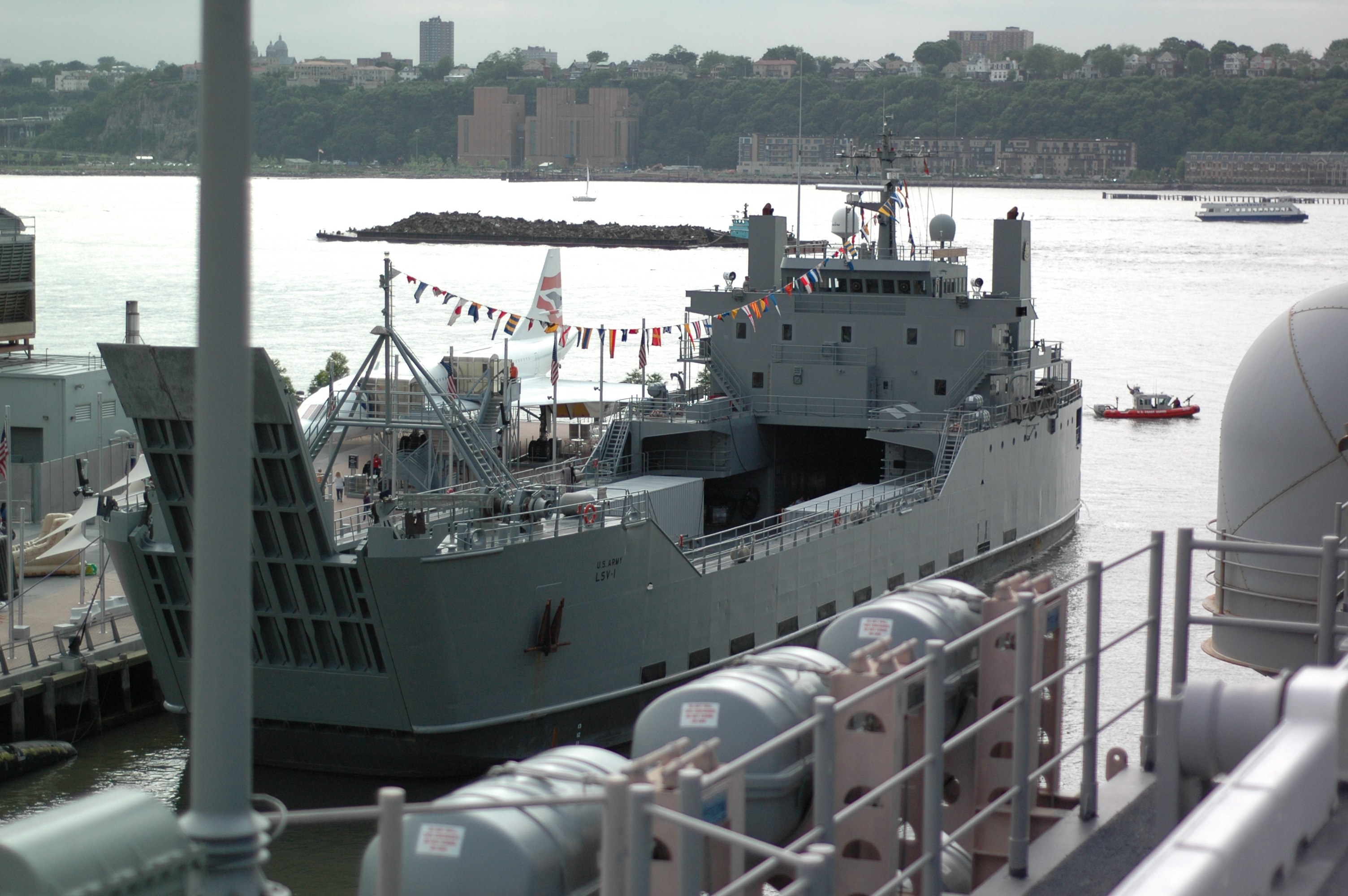
وسيقوم الجنرال فرانك س. بيسون بدعم بناء رصيف غزة

شارك أكثر من 1000 فرد من الجيش الأمريكي في بناء الرصيف و 1,800 قدم (550 م) جسر معياري طويل من نوع الخدمات اللوجستية المشتركة عبر الشاطئ (JLOTS)، على مدى 60 يومًا. الجزء من نظام JLOTS الذي سيتم نشره عبارة عن منصة تفريغ معيارية عائمة كبيرة مؤمنة بمراسي بحرية متمركزة على بعد حوالي ثلاثة أميال من الشاطئ، مما يسمح بنقل الإمدادات بعد ذلك بواسطة الولاعات إلى جسر معياري قبالة الشاطئ. تم تطوير المشروع، المعروف داخليًا باسم خطة الشاطئ الأزرق، جزئيًا من قبل مجموعة استشارية تدعى فوجباو، شارك في تأسيسها مايكل مولروي، نائب مساعد وزير الدفاع السابق، وسام موندي، اللفتنانت جنرال المتقاعد من مشاة البحرية. من المحتمل تجريف ممر على شاطئ خاص للمساعدة في التفريغ. الهدف هو السماح للصنادل بالاقتراب من الشاطئ لتوزيع المساعدات على الشاحنات. ويمكن للرصيف العسكري، بمجرد تشغيله، أن يوفر وسيلة أخرى لتوصيل المساعدات. 

### خطة فوجبو
خطة فوجبو هي استراتيجية أنشأتها المجموعة الاستشارية الأمريكية فوجبو، التي أسسها مايكل مولروي وسام موندي ويديرها موظفون سابقون في الجيش والمخابرات الأمريكية، لإنشاء ممر بحري. ووفقاً لخطة فوغبو الأولية، سيتم نقل جزء كبير من المساعدات باستخدام الشاحنات المصرية إلى المنطقة الصناعية في غزة. بالإضافة إلى ذلك، تهدف فوجباو إلى إنشاء موقع هبوط جديد على الشاطئ لتقديم المساعدات الإنسانية. وتسعى هذه المبادرة إلى تحسين توزيع المساعدات من خلال زيادة عدد مناطق الإنزال على طول الساحل، مما يسهل نقل المساعدات إلى المناطق النائية التي يصعب الوصول إليها عن طريق الطرق البرية النموذجية. ووافق جبش الاحتلال الإسرائيلي على تقديم المساعدة الأمنية لفوجبو. ولدعم تنفيذ هذه الخطة، سيتم توجيه التمويل من خلال مؤسسة أنشئت مؤخرًا تسمى "مؤسسة المساعدات الإنسانية البحرية".

## تاريخ البناء والممر

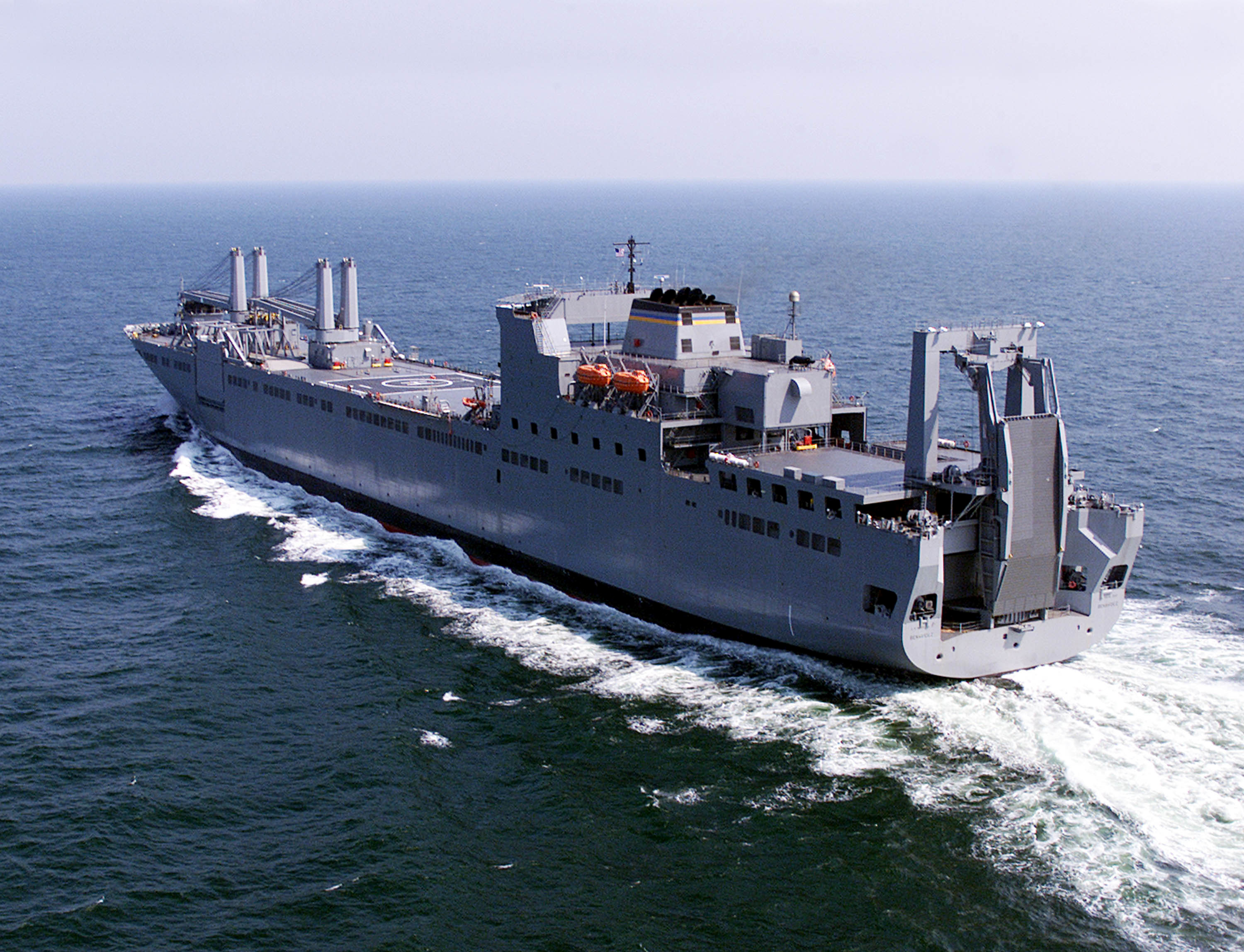
إم في روي بي بينافيديز

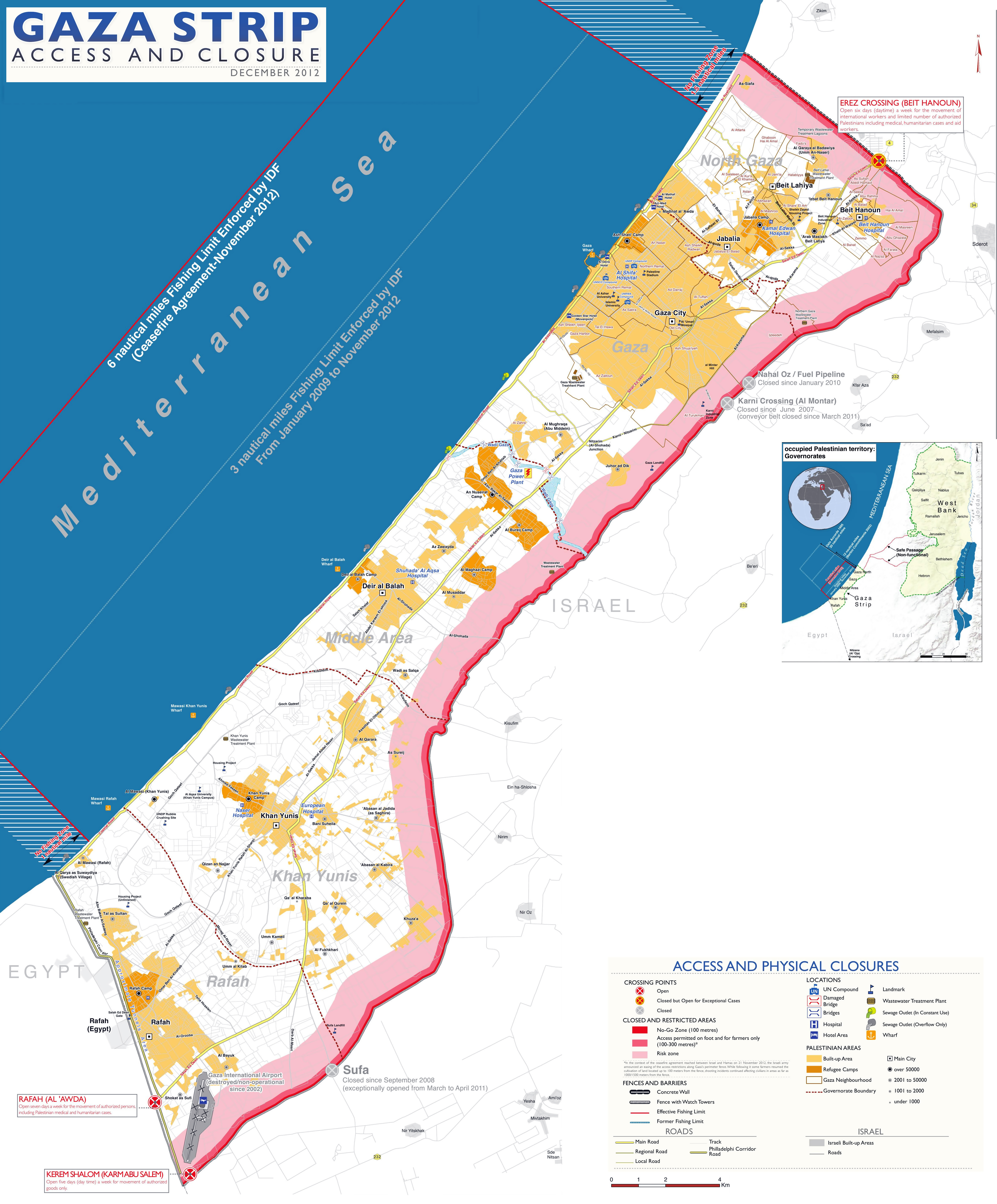
بدأ البناء في البحر الأبيض المتوسط 8 كيلومترا من قطاع غزة، داخل منطقة الحظر الموضحة هنا

أعلنت القيادة المركزية الأميركية (سنتكوم) في 9 مارس 2024، أن سفينة الدعم التابعة للجيش الأمريكي "الجنرال فرانك إس بيسون" غادرت قاعدة لانغلي-يوستيس نحو شرق البحر المتوسط محملة بأولى المعدات لإنشاء رصيف بحري مؤقت لتوصيل الإمدادات الإنسانية الحيوية.
غادرت أربع سفن أمريكية أخرى على متنها 500 جندي في 12 مارس. وشملت السفن سفن العمليات العسكرية USAV Wilson Wharf وUSAV Matamoros وUSAV Monterrey؛ وسفينة الشحن العسكرية USAV SP4 James A. Loux.
بالإضافة إلى السفينة إم في بينافيديز (تي-إيه كاي آر) من طراز بوب هوب التي غادرت فيرجينيا في 21 مارس، والمُحملة بمواد إضافية يطلق عليها "اللوجستيات المشتركة فوق الشاطئ" (JLOTS).
وطلب رئيسا لجنة الاستخبارات والعلاقات الخارجية بمجلس الشيوخ، مارك وارنر وبن كاردين (كلاهما ديمقراطيان)، إحاطات من إدارة بايدن بشأن خطة حماية القوة للوحدات الأمريكية المشاركة في البناء. وفي 28 مارس/آذار، صرح رئيس هيئة الأركان المشتركة للصحافة بأن إسرائيل ستوفر الأمن أثناء إنشاء الرصيف.
بحلول 5 أبريل، وصل بيسون وبينافيديز إلى البحر الأبيض المتوسط. بحلول 17 أبريل، وصلت بيسون وبينافيديز وثلاث سفن أخرى تابعة للجيش إلى جزيرة كريت.
وتشارك البحرية الملكية في هذا الجهد. يستخدم الجنود والبحارة الأمريكيون RFA Cardigan Bay كمسكن للنوم.
في 26 أبريل، بدأت القوات الأمريكية في بناء الرصيف، وأظهرت صور الأقمار الصناعية التي نُشرت بعد بضعة أيام بينافيدز وهو يقوم ببناء الرصيف 8 كيلومتر (4.3 ميل بحري) من شاطئ غزة.
في الأول من مايو، قال متحدث باسم البنتاغون إن الرصيف العائم اكتمل، وكان الجسر قيد الإنشاء، مع اكتمال المشروع الإجمالي لأكثر من نصفه. في 7 مايو، أفيد أن الجسر قد تم تجميعه بعيدًا عن الشاطئ وكان جاهزًا لنقله وربطه بالشاطئ. وكان من المقرر أن يتم ربط الجسر بالشاطئ في 15 مايو.

### الانفصال والإزالة
في 25 مايو 2024، أعلن الجيش الأمريكي أن أربعة قوارب كانت تعمل كجزء من نظام دعم الرصيف انفصلت عن الهيكل، بسبب أمواج البحر العاتية. وصلت القوارب الأربعة إلى الشاطئ، وأعلن الجيش أن الهيكل سيظل جاهزًا للعمل. وأضافت أن الجهود جارية لاستعادة السفن الأربع.
في 28 مايو/أيار 2024، أوقف الجيش الأمريكي تسليم المساعدات إلى غزة بعد أن تضرر الرصيف العائم بسبب سوء الأحوال الجوية. وأكد البنتاغون أن جزءًا من الجسر تعرض للتلف والكسر، ويجب إصلاحه قبل إعادته للاستخدام. وقالت المتحدثة صابرينا سينغ إنه سيتم إزالة الرصيف من البحر بمساعدة البحرية الإسرائيلية، وسيخضع لأكثر من أسبوع من الإصلاحات في أشدود، قبل العودة.
وقدر البنتاغون أنه حتى التعليق تم تسليم أكثر من ألف طن من المساعدات إلى الشاطئ، منها 900 طن وصلت إلى مستودعات الأمم المتحدة.

## رصيف مؤقت
في 12 مارس/آذار، قبل إنشاء الرصيف البحري الأمريكي، غادرت بارجة "تختبر" طريق التسليم، تديرها مؤسسة أوبن آرمز الخيرية الإسبانية ومحملة ب200 طن من المواد الغذائية من المطبخ المركزي العالمي، ميناء لارنكا في قبرص متوجهة إلى غزة. تم بناء رصيف لتفريغ البارجة في موقع لم يتم الكشف عنه في البداية "لأسباب أمنية"، ولكن تبين لاحقًا أنه جنوب مدينة غزة. وذلك بحسب الصحفيين الذين يستخدمون صور الأقمار الصناعية التجارية أو يتحدثون إلى عمال البناء المحليين. وقال وزير الخارجية القبرصي، كونستانتينوس كومبوس، في 13 مارس/آذار، إن الرصيف الأمريكي وطريق الغذاء خارج لارنكا سيصبحان عملية واحدة. في 15 مارس بدأ تفريغ شحنة أول سفينة تحمل مساعدات عبر الممر البحري إلى وأشرف على توزيع المساعدات منظمة المطبخ المركزي العالمي.

## ردود الفعل
في 17 مايو/أيار 2024، صرح المتحدث باسم مكتب الأمم المتحدة لتنسيق الشؤون الإنسانية أن إيصال المساعدات إلى غزة "لا يمكن ولا ينبغي أن يعتمد على رصيف عائم بعيدًا عن الأماكن التي تشتد فيها الاحتياجات". وفي 21 مايو/أيار، ذكرت الأمم المتحدة أن المساعدات لم تدخل غزة من الرصيف خلال يومين، وأنها معرضة لخطر الفشل ما لم توفر إسرائيل ظروف تشغيل آمنة للمنظمات الإنسانية. صرح مستشار اتصالات الأمن القومي بالبيت الأبيض أن "هذا الرصيف المؤقت ليس كافيًا ... ومن الواضح أنه لم يتم بذل ما يكفي لفتح المعابر. وهذا غير مقبول".